# 象潟仁賀保道路
象潟仁賀保道路（きさかたにかほどうろ）は、秋田県にかほ市の象潟ICから秋田県にかほ市の仁賀保ICに至る総延長14 kmの高規格幹線道路（高速自動車国道に並行する一般国道自動車専用道路）である。

## 概要
国道7号の自動車専用道路として整備が進められ、金浦IC - 仁賀保IC間は2012年10月27日開通、象潟IC - 金浦IC間は2015年10月18日に開通し、全線開通となった。日本海東北自動車道の一部となっている。

### 路線データ
- 総延長 : 14.0 km
- 起点 : 象潟インターチェンジ
- 終点 : 秋田県にかほ市両前寺字家ノ裏22番1地先（仁賀保インターチェンジ）[1]
- 道路規格 : 第1種第2級
- 幅員 : 12.0m（暫定2車線時）、23.5m（完成4車線）

## インターチェンジなど
| IC 番号                              | 施設名   | 接続路線名         | 河辺JCT から （km） | BS | 備考 | 所在地 | 所在地   | 所在地   |
| ------------------------------------ | -------- | ------------------ | ------------------- | -- | ---- | ------ | -------- | -------- |
| E7 遊佐象潟道路                      |          |                    |                     |    |      |        |          |          |
| 11                                   | 象潟IC   | 県道58号象潟矢島線 | 64.5                |    |      | 秋田県 | にかほ市 | にかほ市 |
| 12                                   | 金浦IC   | 国道7号            | 57.7                |    |      | 秋田県 | にかほ市 | にかほ市 |
| 13                                   | 仁賀保IC | 国道7号            | 50.8                |    |      | 秋田県 | にかほ市 | にかほ市 |
| E7 仁賀保本荘道路経由 河辺・秋田方面 |          |                    |                     |    |      |        |          |          |